# Farid Muhammad Abd as-Sattar Ghali
Farid Muhammad Abd as-Sattar Ghali (al-Imam) (arab. فارس محمد عبدالستار الإمام; ur. 1 października 2002) – egipski zapaśnik walczący w stylu klasycznym. Brązowy medalista mistrzostw Afryki w 2022. Wygrał mistrzostwa arabskie w 2022. Mistrz Afryki juniorów w 2022 roku.